# Goodbye Mr. Loser
Goodbye Mr. Loser (en chino: 夏洛特烦恼; en pinyin: Xià Luò Tè Fánnǎo) es una película cómica china de 2015 dirigida por Yan Fei y Peng Damo, y protagonizada por Shen Teng, Ma Li, Yin Zheng, Ai Lun, Wang Zhi, Tian Yu, Song Yang, Chang Yuan y Li Ping. El largometraje está basado en una obra de teatro del mismo nombre y se estrenó el 30 de septiembre de 2015 en las salas de cine chinas.
Protagonizado por un elenco de comediantes no cinematográficos, el filme se convirtió en un enorme éxito de taquilla en China alimentado principalmente por el boca a boca, al no contar con una gran campaña de mercadeo inicial. Aunque obtuvo reseñas mixtas de parte de la crítica especializada, tuvo una mejor respuesta de la audiencia y cuenta actualmente con un 80% de aprobación en el sitio especializado en reseñas cinematográficas Rotten Tomatoes.

## Sinopsis
El músico aficionado desempleado Xia Luo (Shen Teng) asiste a la boda de Qiu Ya (Wang Zhi), su amor de la secundaria. Bebe en exceso y declara su amor a Qiu Ya, causando la ira desenfrenada de su esposa Ma Dongmei (Ma Li), quien lo avergüenza públicamente por ser un esposo deficiente.
Después de causar caos mientras su esposa lo persigue por el salón de bodas, Xia Luo se encierra en un baño en el lugar de la boda enfurecido por sus propias acciones y se desmaya, despertando misteriosamente en su cuerpo adolescente en el salón de su escuela en 1997. Pensando que está en un sueño, impulsivamente golpea a su maestro, prende fuego al salón y besa a Qiu Ya, luego salta por una ventana intentando que el sueño termine. Pero después de despertar en el hospital y darse cuenta de que aún está en 1997, Xia Luo se ve obligado a sobrellevar esta extraña situación de la mejor manera posible.
Aunque Xia Luo aparece como un adolescente normal ante todos los demás en 1997, conserva todos sus recuerdos de la vida adulta, incluyendo unos veinte años de música pop aún no escrita. Decide entonces presentar canciones famosas que aún no han sido publicadas por obvias razones como su propio trabajo para obtener fama y ganarse el corazón de Qiu Ya. Durante los próximos veinte años se convierte en una megaestrella del pop en China, ocupando el lugar de otros famosos cantantes de la línea de tiempo original de los años 1990 a 2000, incluyendo la composición de famosos temas de televisión para la radio pop, un dúo con Sarah Brightman en la ceremonia de apertura de los Juegos Olímpicos de Pekín 2008 (en lugar de Liu Huan) y la producción de una serie de televisión de talentos musicales populares similar a The Voice.
Habiendo logrado todas sus ambiciones, incluyendo casarse con Qiu Ya, Xia Luo gradualmente se da cuenta de que estaba destinado a estar con Ma Dongmei. Después de que la abandonara en la escuela secundaria en la nueva línea del tiempo, ella lo defendió de los matones y se vio obligada a llevar una vida sencilla en un pequeño apartamento, casándose finalmente con Da Chun, uno de los amables pero lentos compañeros de clase de Xia Luo.
A medida que pasa el tiempo, Xia Luo poco a poco va agotando las canciones de su época original para reclamarlas como suyas, y sus composiciones propias empezaron a ser criticadas por carecer de talento. Eventualmente anuncia su retiro y comienza a desperdiciar su dinero en drogas y mujeres. Para colmo, descubre a su esposa Qiu Ya teniendo una aventura con otro de sus amigos. Decepcionado con el resultado de su vida, Xia Luo le hace una propuesta a Da Chun, queriendo cambiar todo lo que posee a cambio de su esposa, pero éste lo golpea tan fuerte que termina en la cama de un hospital, donde se descubre que está muriendo de SIDA. Mientras su salud se deteriora, Ma Dongmei le canta una última canción de amor en su cama del hospital.
Luego de morir en su nueva realidad, Xia Luo se despierta y se encuentra de nuevo en el baño del lugar de la boda. Allí se da cuenta de que Ma Dongmei es el verdadero amor de su vida. Corre de nuevo a la habitación y la abraza, lo que continúa haciendo mientras ambos son arrestados y llevados a la estación de policía local por los daños causados en la boda. Reanuda su vida normal como antes, pero con una nueva devoción por Ma Dongmei.

## Reparto principal
- Shen Teng es Xia Lou
- Wang Zhi es Qiu Ya
- Ma Li es Ma Dongmei